# Diaphenchelys dalmatian
Diaphenchelys dalmatian is een straalvinnige vissensoort uit de familie van de murenen (Muraenidae). De wetenschappelijke naam van de soort werd in 2017 gepubliceerd door Ukkrit Satapoomin en Seishi Kimura.